# Blenio
Blenio é uma comuna da Suíça, situada no distrito de Blenio, no cantão de Ticino. Tem 263,9 km² de área e sua população em 2018 foi estimada em 1 803 habitantes.
Foi criada em 22 de outubro de 2006, a partir da fusão das antigas comunas de Aquila, Campo, Ghirone, Olivone e Torre.

## História
Aquila é mencionado pela primeira vez em 1196 como Aquili. Ghirone é mencionado pela primeira vez em 1200 como Agairono .  Olivone é mencionado pela primeira vez em 1193 como Alivoni , depois em 1205 foi mencionado como Orivono . Em romanche era conhecido como Luorscha.

### Áquila
Por volta de 1200, o assentamento de Ghirone pertencia a Aquila. As atuais fronteiras foram estabelecidas em 1853 com a separação definitiva dos dois municípios. A igreja paroquial de San Vittore foi construída em 1213. Foi reconstruída em 1728–1730. Uma importante fonte de renda para a aldeia vinha do dinheiro enviado por emigrantes da aldeia para outros países europeus (muitas vezes como fabricantes de chocolate, garçons, criados). A partir de 1914, muitos dos habitantes de Aquila trabalharam na fábrica de chocolate Cima-Norma em Torre Arbeit. Além disso, os residentes também costumavam cultivar terras e criar gado. O fechamento da fábrica em 1968 levou a um grande declínio populacional. Em 1990, cerca de 39% da população trabalhava na indústria, enquanto 49% trabalhava no setor de serviços. Cerca de 60% do trabalhador deslocava-se diariamente para fora da aldeia.

### Giron
Em 1334, a Abadia de Disentis adquiriu os direitos sobre todas as terras em Ghirone. A aldeia fazia parte da comunidade de Aquila e, em 1803, fundiu-se com o município de Ghirone. Então, em 1836, Buttino e Ghirone se separaram de Aquila e juntos fundaram sua própria comunidade. Buttino foi habitado até finais do século XIX e foi uma aldeia autónoma desde o século XIII. Os dois municípios se reuniram em Áquila em 1842 e 1846 e finalmente se separaram em 1853. A Comunidade dos Cidadãos (Patriziato), que ainda leva o nome de Ghirone-Buttino, foi fundada em 1914.
A Igreja de SS Martino e Giorgio foi mencionada pela primeira vez em 1215 e foi reconstruída por volta de 1700. A paróquia separou-se de Áquila em 1758 e tornou-se independente. Tal como acontece com os outros municípios do Vale do Blenio, grande parte da população emigrou para outros países europeus (muitas vezes como torrador de castanhas, criados e garçons). Embora esta fosse uma importante fonte de receita, levou a um declínio constante da população. No final da década de 1950, a barragem de Luzzone (ampliada em 1995 e 1999) foi construída entre os municípios de Ghirone e Aquila. A barragem é usada para hidrelétricas. A construção em grande escala da barragem e do novo túnel rodoviário em Toira em 1958 melhorou a economia local. O novo túnel permitiu o turismo de inverno e verão, e o desenvolvimento de um centro de esportes de inverno (com Campo Blenio) deu um impulso definitivo à economia. A pecuária, que durante séculos foi a principal ocupação, porém, caiu drasticamente.

### Olivona
O poder político no alto vale de Blenio estava nas mãos de um ramo da família De Torre. Eles possuíam terras em Olivone e possuíam os direitos de padroado na igreja paroquial até que o juramento de Torre em 1182 acabasse com sua supremacia. Em 1213, as aldeias de Olivone e Aquila se revoltaram e se uniram contra a família Da Locarno, que havia recebido o poder sobre o vale pelos cônegos de Milão. Eles conseguiram expulsar os Da Locarno e voltar à situação anterior, onde eram governados por um governador da Lombardia. A assemblea di uomini liberi (A Assembléia dos Livres), mencionada pela primeira vez em 1136, previa o manejo de florestas comuns, pastagens alpinas e ajudava a manter aLukmanier e Greina passam. No final do século XIV, a assemblea di uomini liberi aproveitou o arrendamento de Olivone sobre o pasto alpino de Santa Maria, que pertencia à abadia de Disentis. A lei consuetudinária da aldeia foi escrita nos estatutos de 1237 e 1474.
Durante a Alta Idade Média, Olivone era provavelmente o centro de uma freguesia que se estendia por todo o vale. Começando na Alta e Baixa Idade Média, a história da vila segue o curso de todo o vale. A Igreja Paroquial de S. Martino foi construída antes de 1136, tendo sido reedificada no século XVII, a que se seguiram obras de remodelação em 1974 e 1984-91. A igreja contém afrescos dos séculos XVII e XVIII. Valiosos móveis e paramentos expostos no Cà da Rivöi (Rivöi significa Olivone no dialeto local), uma construção do século XV.
Na rua Lukmanier o hospício de SS Sepolcro e Barnaba em Casaccia, foi construído em 1104. Seguiu-se o Hospício de S. Defendente em Camperio, construído em 1254. As famílias nobres da Torre e da Lodrino provavelmente fundaram estes dois hospícios. Posteriormente, foram geridos pelo bairro e tiveram, até ao século XV, grande importância social e econômica.

Grande parte da economia local era baseada na agricultura (pecuária e laticínios). No entanto, entre o século 15 e o século 19, grande parte da economia dependia do dinheiro enviado de emigrantes para a Itália, França e Inglaterra, bem como outras cidades da Suíça. Os fabricantes de chocolate de Olivone desfrutaram de boa reputação na Itália e na França a partir do século XVII. Nas últimas décadas do século XIX, o turismo tornou-se importante. No século XX, o turismo cresceu em importância e as iniciativas de proteção da natureza e do patrimônio foram promovidas. No início do século XXI a vila era conhecida pelo turismo de inverno e verão. Olivone manteve seu caráter agrícola, mas em 1956 tornou-se o lar da usina Blenio Kraftwerke AG e de algumas empresas de construção. Abriga o Instituto Alpino de Química e Toxicologia (2006) da Fundação Alpina para Ciências da Vida. Em 2005, 22% dos empregos em Olivone eram na agricultura.